# Napeogenes ercilla
Napeogenes ercilla är en fjärilsart som beskrevs av William Chapman Hewitson 1858. Napeogenes ercilla ingår i släktet Napeogenes och familjen praktfjärilar. Inga underarter finns listade i Catalogue of Life.